# Яван
Яван (на таджикски: Ёвон) е град в Таджикистан, административен център на Явански район, Хатлонска област. Населението на града през 2007 година е 25 800 души.

## История
През 1990 година селището става селище от градски тип, през 2007 година получава статут на град.

## Население
| Година | Население |
| ------ | --------- |
| 1989   | 20 148    |
| 2000   | 20 000    |
| 2007   | 25 800    |